# 高月町
高月町（たかつきちょう）は、滋賀県の北部に位置していた町。
渡岸寺観音堂（向源寺）の国宝十一面観音で知られ、朝鮮通信使で有名な江戸時代の儒学者・雨森芳洲の出身地。全国でも有数の古墳群である古保利古墳群がある。
2010年（平成22年）1月1日に、東浅井郡虎姫町、湖北町、伊香郡木之本町、余呉町、西浅井町とともに長浜市へ編入された。

## 地理
- 山: 山本山
- 河川: 高時川、余呉川
- 湖沼: 琵琶湖

### 隣接していた自治体
- 伊香郡：木之本町、西浅井町
- 東浅井郡：湖北町
- 長浜市

## 歴史
- 1954年（昭和29年）12月1日 - 北富永村・南富永村・古保利村が合併して発足。
- 1955年（昭和30年）3月31日 - 七郷村を編入。
- 2010年（平成22年）1月1日 - 長浜市に編入。同日高月町廃止。

### 町名の由来
町内の柏原には大きなケヤキがあり、ケヤキの古名は「槻」であったので、「高槻」と名付けられた。のちに歌人の大江匡房はこの地を月見の名所として詠んだことにより、「高月」に字を改めたという。

## 行政
- 町長：北村又郎

## 経済

### 事業所または店舗を置く主な企業
- 日本電気硝子 高月工場（本社：同県大津市晴嵐）
- Honda Cars 高月店

## 姉妹都市・提携都市

### 国内
- 厳原町（長崎県）
  - 1998年（平成10年）11月22日 - 友好の町縁組締結書

## 教育
小学校
- 長浜立高月小学校
- 長浜市立富永小学校
- 高月町立古保利小学校
- 高月町立七郷小学校

中学校
- 長浜市立高月中学校

## 交通
- 2004年（平成16年）10月1日 - 高月町内を周遊するコミュニティバス「高月観音号」の運行を開始。
- 2007年（平成19年）10月 - 高月駅に新快速電車が乗り入れ開始。

### 鉄道路線
- 西日本旅客鉄道（JR西日本）
  - 北陸本線：高月駅

### 道路
高速国道
- 北陸自動車道

高月町内にインターチェンジはない。最寄りのインターチェンジは木之本インターである。
一般国道
- 国道8号
- 国道365号

### バス
- 湖国バス
- コミュニティバス「高月観音号」（赤・青・緑の3台）

## 名所・旧跡・観光スポット・祭事・催事
- 観音の里ふるさとまつり（毎年8月の第1日曜日）
- 高時川こいのぼりマラソン（毎年5月のゴールデンウィーク）
- 天河命神社
- 走落神社
- 神高槻神社
- 乃伎多神社
- 渡岸寺観音堂（向源寺）
- 赤後寺 - コロリ観音とも呼ばれる。
- 西野薬師堂（充満寺）
- 観音の里歴史民俗資料館
- 東アジア交流ハウス 雨森芳洲庵
- 西野水道
- 古保利古墳群
- 東柳野大正館
- 大海道遺跡
- 冷水寺胎内仏資料館
- 北近江リゾート

## 出身有名人
- 磯野員昌（いその かずまさ）：戦国時代の武将。姉川の戦いで浅井方として奮戦。
- 雨森芳洲（あめのもり ほうしゅう）：日本を代表する儒者。
- 西野恵荘（1778年 - 1849年）（にしの えしょう）：充満寺第11代住職で、滋賀県指定史跡「西野水道」（同町西野）構築の発案・発起人。のちにその功績をたたえ、彦根藩から“上人”の称号を贈られる。全国の小学校・道徳の教科書で取りあげられる等から、知る人も少なくない。
- 山岡孫吉（やまおか まごきち）：ヤンマーの創始者。
- 橋本和（はしもと わたる）：FC岐阜所属のサッカー選手。
- 沢田和美（さわだ かずみ）：声優事務所イエローテイルの代表取締役。（旧姓：高知）
- 吉川智貴（よしかわ ともき）：名古屋オーシャンズ所属のフットサル選手。
- 藤田健斗（ふじた けんと）：阪神タイガース所属の野球選手。